# Гимн Австро-Венгрии
Gott erhalte Franz den Kaiser (Боже, храни императора Франца) — гимн императора Священной Римской империи и Австрии Франца II, затем ставший основой для гимна Германии.
Музыка гимна Австрийской империи была написана австрийским композитором Йозефом Гайдном в 1797 году, после его посещения Англии, где он мог вживую ознакомиться с национальным гимном «Боже, храни Короля». В эпоху революционных потрясений австрийские власти были заинтересованы в появлении верноподданнического, патриотического произведения и заказали стихи поэту Лоренцу Леопольду Гашке (1749—1827), к которому венский классик написал музыку. Композитор выделял её среди своих других произведений и, будучи религиозным человеком, часто исполнял на клавире в качестве молитвы. Первое публичное исполнение прошло 12 февраля 1797 года в венском Бургтеатре в присутствии императора Франца II. Французский композитор-романтик Гектор Берлиоз писал в Мемуарах по поводу впечатлений полученных от прослушивания гимна в Праге в 1845 году: «Эта песнь, полная трогательного и патриархального величия, настолько проста, что, слушая её, я не имел возможности судить по ней о качествах её исполнителей».

## Текст

### Версия 1797 года
| Немецкий текст | Русский дословный перевод |
| --- | --- |
| Gott erhalte Franz, den Kaiser, Unsern guten Kaiser Franz! Lange lebe Franz, der Kaiser, In des Glückes hellstem Glanz! Ihm erblühen Lorbeerreiser, Wo er geht, zum Ehrenkranz!          | Боже, храни Франца, императора, Нашего доброго императора Франца! Долго живи, Франц, император, В ярчайшем блеске счастья! Пусть цветущие побеги лавра будут ему, куда бы он ни пошёл, венцом чести. |
| Gott erhalte Franz, den Kaiser, Unsern guten Kaiser Franz! Gott erhalte Franz, den Kaiser, Unsern guten Kaiser Franz!                                                                    | Боже, храни Франца, императора, Нашего доброго императора Франца! Боже, храни Франца, императора, Нашего доброго императора Франца!                                                                  |
| Laß von seiner Fahne Spitzen Strahlen Sieg und Fruchtbarkeit! Laß in seinem Rate Sitzen Weisheit, Klugheit, Redlichkeit; Und mit Seiner Hoheit Blitzen Schalten nur Gerechtigkeit!       | Пусть от флага его концев Лучится победа и плодородие! Пусть ему советом будет мудрость, разум и совесть! И со светом Его Величества Пусть несёт справедливость!                                     |
| Gott erhalte Franz, den Kaiser, Unsern guten Kaiser Franz! Gott erhalte Franz, den Kaiser, Unsern guten Kaiser Franz!                                                                    | Боже, храни Франца, императора, Нашего доброго императора Франца! Боже, храни Франца, императора, Нашего доброго императора Франца!                                                                  |
| Ströme deiner Gaben Fülle Über ihn, sein Haus und Reich! Brich der Bosheit Macht, enthülle Jeden Schelm- und Bubenstreich! Dein Gesetz sei stets sein Wille, Dieser uns Gesetzen gleich. | Да струится твоих даров полнота Над тобой, твоим домом и Империей! Сломай силу зла и вскрой Всяко плутовство и блуд! Твой закон твоей будь Волей, Она нам закону равна.                              |
| Gott erhalte Franz, den Kaiser, Unsern guten Kaiser Franz! Gott erhalte Franz, den Kaiser, Unsern guten Kaiser Franz!                                                                    | Боже, храни Франца, императора, Нашего доброго императора Франца! Боже, храни Франца, императора, Нашего доброго императора Франца!                                                                  |
| Froh erleb' er seiner Lande, Seiner Völker höchsten Flor! Seh' sie, Eins durch Bruderbande, Ragen allen andern vor! Und vernehm' noch an dem Rande Später Gruft der Enkel Chor.          | В радости пусть воспринимает своих земель, своих народов высший расцвет! Пусть видит их, братскими узами единых, впереди всех остальных! И да услышит на краю поздней могилы хор его внуков.         |
| Gott erhalte Franz, den Kaiser, Unsern guten Kaiser Franz! Gott erhalte Franz, den Kaiser, Unsern guten Kaiser Franz!                                                                    | Боже, храни Франца, императора, Нашего доброго императора Франца! Боже, храни Франца, императора, Нашего доброго императора Франца!                                                                  |

### Версия 1826 года
| Немецкий текст |
| --- |
| Gott erhalte Franz den Kaiser, Unsern guten Kaiser Franz, Hoch als Herrscher, hoch als Weiser, Steht er in des Ruhmes Glanz; Liebe windet Lorbeerreiser Ihm zum ewig grünen Kranz.       |
| Gott erhalte Franz den Kaiser, Unsern guten Kaiser Franz! Gott erhalte Franz den Kaiser, Unsern guten Kaiser Franz!                                                                      |
| Über blühende Gefilde Reicht sein Zepter weit und breit; Säulen seines Throns sind milde, Biedersinn und Redlichkeit, Und von seinem Wappenschilde Strahlet die Gerechtigkeit.           |
| Gott erhalte Franz den Kaiser, Unsern guten Kaiser Franz! Gott erhalte Franz den Kaiser, Unsern guten Kaiser Franz!                                                                      |
| Sich mit Tugenden zu schmücken, Achtet er der Sorgen werth, Nicht um Völker zu erdrücken Flammt in seiner Hand das Schwert: Sie zu segnen, zu beglücken, Ist der Preis, den er begehrt,  |
| Gott erhalte Franz den Kaiser, Unsern guten Kaiser Franz! Gott erhalte Franz den Kaiser, Unsern guten Kaiser Franz!                                                                      |
| Er zerbrach der Knechtschaft Bande, Hob zur Freiheit uns empor! Früh' erleb' er deutscher Lande, Deutscher Völker höchsten Flor, Und vernehme noch am Rande Später Gruft der Enkel Chor: |
| Gott erhalte Franz den Kaiser, Unsern guten Kaiser Franz! Gott erhalte Franz den Kaiser, Unsern guten Kaiser Franz!                                                                      |

### Версия 1854 года (Австро-Венгрии)
| Немецкий текст |
| --- |
| Gott erhalte, Gott beschütze Unsern Kaiser, unser Land! Mächtig durch des Glaubens Stütze, Führt er uns mit weiser Hand! Laßt uns seiner Väter Krone Schirmen wider jeden Feind!                   |
| Innig bleibt mit Habsburgs Throne Österreichs Geschick vereint! Innig bleibt mit Habsburgs Throne Österreichs Geschick vereint!                                                                    |
| Fromm und bieder, wahr und offen Laßt für Recht und Pflicht uns stehn; Laßt, wenns gilt, mit frohem Hoffen Mutvoll in den Kampf uns gehn Eingedenk der Lorbeerreiser Die das Heer so oft sich wand |
| Gut und Blut für unsern Kaiser, Gut und Blut fürs Vaterland. Gut und Blut für unsern Kaiser, Gut und Blut fürs Vaterland!                                                                          |
| Was der Bürger Fleiß geschaffen Schütze treu des Kaisers Kraft; Mit des Geistes heitren Waffen Siege Kunst und Wissenschaft! Segen sei dem Land beschieden Und sein Ruhm dem Segen gleich;         |
| Gottes Sonne strahl' in Frieden Auf ein glücklich Österreich! Gottes Sonne strahl' in Frieden Auf ein glücklich Österreich!                                                                        |
| Laßt uns fest zusammenhalten, In der Eintracht liegt die Macht; Mit vereinter Kräfte Walten Wird das Schwere leicht vollbracht, Laßt uns Eins durch Brüderbande Gleichem Ziel entgegengehn         |
| Heil dem Kaiser, Heil dem Lande, Österreich wird ewig stehn! Heil dem Kaiser, Heil dem Lande, Österreich wird ewig stehn!                                                                          |
| An des Kaisers Seite waltet, Ihm verwandt durch Stamm und Sinn, Reich an Reiz, der nie veraltet, Uns’re holde Kaiserin. Was als Glück zu höchst gepriesen Ström' auf sie der Himmel aus:           |
| Heil Franz Josef, Heil Elisen, Segen Habsburgs ganzem Haus! Heil Franz Josef, Heil Elisen, Segen Habsburgs ganzem Haus!                                                                            |
| Heil auch Öst’reichs Kaisersohne, Froher Zukunft Unterpfand, Seiner Eltern Freud' und Wonne, Rudolf tönt’s im ganzen Land, Unsern Kronprinz Gott behüte, Segne und beglücke ihn,                   |
| Von der ersten Jugendblüthe Bis in fernste Zeiten hin. Von der ersten Jugendblüthe Bis in fernste Zeiten hin!                                                                                      |

| Русский текст |
| --- |
| Боже спаси, Боже защити Нашего Кайзера, нашу Страну! Могущественный опорой Веры, Он ведёт нас мудрой рукой! Защитим Венец его предков Защитив его от врагов!                              |
| Тесно связан с троном Габсбургов Судьба Австрии остаётся единой! Тесно связан с троном Габсбургов Судьба Австрии остаётся единой!                                                         |
| Благочестивый и преданный, истинный и открытый, Пусть мы стоим за право и долг; Пусть, это верным будет путь, Мы радостной надеждой пойдём в бой, Памятуя о лавровой награде,             |
| Добро и кровь для нашего Кайзера, Добро и кровь для Отечества! Добро и кровь для нашего Кайзера, Добро и кровь для Отечества!                                                             |
| Что создал гражданин трудолюбием, верный воину силе; С духом, одержанным оружием, побеждает искусство и наука! Да благословит страна его, и его слава благодарю равна;                    |
| Луч солнца Божьего в мире Над счастливой Австрии всегда! Луч солнца Божьего в мире Над счастливой Австрии всегда!                                                                         |
| Давайте твёрдо держаться вместе, В единстве заключается сила; Объединёнными силами Вальтен, тяжесть будет легко выполнена, Давайте вместе пойдём навстречу друг другу с единой целью,     |
| Спасите Кайзера, Спасите землю, Австрия будет стоять вечно! Спасите Кайзера, Спасите землю, Австрия будет стоять вечно!                                                                   |
| На стороне Кайзера Вальт, Родня ему по роду и смыслу, Богатая обаянием, которая никогда не устареет, Нам повторно держи императрицу. Что превозносится как счастье Изливай на них небеса: |
| Спаси Франца Иосифа, спаси Элизену, благослови весь дом Габсбургов! Спаси Франца Иосифа, спаси Элизену, благослови весь дом Габсбургов!                                                   |
| Спаси и Кайзера Восточного рейха, Счастливого будущего, Его родителей Фрейда и блаженства, Рудольф звучит по всей стране, Наш наследный принц Боже сохрани, Благослови и поздравь его,    |
| С первого юношеского расцвета До самых отдалённых времён. С первого юношеского расцвета До самых отдалённых времён!                                                                       |